# Mistrzostwa Europy w Strzelaniu z 10 m 2017
Mistrzostwa Europy w Strzelaniu z 10 metrów 2017 – 46. edycja mistrzostw Europy w strzelaniu z 10 metrów, których zawody zostały rozegrane w Mariborze, w dniach 6-12 marca 2017 roku.
Klasyfikację medalową wygrała Rosja przed Ukrainą i Serbią. Polska zajęła 8. pozycję w tej samej klasyfikacji.

## Medaliści
Seniorzy
| Konkurencja                       | Data     | Złoto                                                                     | Srebro                                                                 | Brąz                                                                   |
| MĘŻCZYŹNI                         |          |                                                                           |                                                                        |                                                                        |
| karabin, 10 m                     | 11 marca | Władimir Maslennikow                                                      | Ołeh Carkow                                                            | Alexis Raynaud                                                         |
| karabin, 10 m (druż.)             | 11 marca | Rosja · Władimir Maslennikow · Siergiej Kamienskij · Jewgienij Panczenko  | Serbia · Milutin Stefanović · Milenko Sebić · Stevan Pletikosić        | Niemcy · Maximilian Dallinger · Robin Zißel · Dennis Welsch            |
| pistolet, 10 m                    | 10 marca | Christian Reitz                                                           | Damir Mikec                                                            | İsmail Keleş                                                           |
| pistolet, 10 m (druż.)            | 10 marca | Rosja · Nikołaj Kilin · Władimir Gonczarow · Artiom Czernousow            | Ukraina · Pawło Korostylow · Wiktor Bankin · Oleg Omielczuk            | Serbia · Damir Mikec · Dusko Petrov · Dimitrije Grgić                  |
| ruchoma tarcza, 10 m              | 10 marca | Łukasz Czapla                                                             | Władisław Szczepotkin                                                  | Władisław Prianisznikow                                                |
| ruchoma tarcza, 10 m (druż.)      | 10 marca | Rosja · Władisław Szczepotkin · Władisław Prianisznikow · Maksim Stepanow | Szwecja · Jesper Nyberg · Emil Martinsson · Niklas Bergström           | Finlandia · Tomi-Pekka Heikkila · Krister Holmberg · Heikki Lahdekorpi |
| ruchoma tarcza, 10 m, mix         | 9 marca  | Władisław Szczepotkin                                                     | Maksim Stepanow                                                        | Emil Martinsson                                                        |
| ruchoma tarcza, 10 m, mix (druż.) | 9 marca  | Rosja · Władisław Szczepotkin · Maksim Stepanow · Władisław Prianisznikow | Szwecja · Emil Martinsson · Jesper Nyberg · Niklas Bergstroem          | Finlandia · Tomi-Pekka Heikkila · Krister Holmberg · Heikki Lahdekorpi |
| KOBIETY                           |          |                                                                           |                                                                        |                                                                        |
| karabin, 10 m                     | 10 marca | Snježana Pejčić                                                           | Stine Nielsen                                                          | Darja Wdowina                                                          |
| karabin, 10 m (druż.)             | 10 marca | Rosja · Anastasija Gałaszina · Julija Karimowa · Darja Wdowina            | Chorwacja · Snježana Pejčić · Valentina Gustin · Marta Zeljković       | Czechy · Nikola Mazurová · Aneta Brabcová · Gabriela Vognarová         |
| pistolet, 10 m                    | 11 marca | Zorana Arunović                                                           | Ołena Kostewycz                                                        | Sonia Franquet                                                         |
| pistolet, 10 m (druż.)            | 11 marca | Serbia · Zorana Arunović · Bobana Veličković · Jasmina Milovanović        | Niemcy · Sandra Reitz · Julia Hochmuth · Stefanie Thurmann             | Rosja · Witalina Bacaraszkina · Margarita Łomowa · Alena Doroszkiewicz |
| ruchoma tarcza, 10 m              | 10 marca | Galina Awramienko                                                         | Lilit Mykyrtczian                                                      | Julia Jejdenzon                                                        |
| ruchoma tarcza, 10 m (druż.)      | 10 marca | Rosja · Olga Stepanowa · Julija Ejdenzon · Irina Izmałkowa                | Ukraina · Galina Awramienko · Wiktorija Rybowałowa · Liudmiła Wasiljuk | Węgry · Gabriella Kortvelyessy · Edit Mathe · Hajnalka Adam            |
| ruchoma tarcza, 10 m, mix         | 9 marca  | Galina Awramienko                                                         | Olga Stepanowa                                                         | Irina Izmałkowa                                                        |
| ruchoma tarcza, 10 m, mix (druż.) | 9 marca  | Rosja · Olga Stepanowa · Irina Izmałkowa · Julija Ejdenzon                | Ukraina · Galina Awramienko · Wiktorija Rybowałowa · Liudmiła Wasiljuk | Węgry · Edit Mathe · Hajnalka Adam · Gabriella Kortvelyessy            |
| KONKURENCJE MIESZANE              |          |                                                                           |                                                                        |                                                                        |
| karabin, 10 m (mikst)             | 11 marca | Serbia · Andrea Arsović · Milutin Stefanović                              | Rosja · Darja Wdowina · Władimir Maslennikow                           | Niemcy · Selina Gschwandtner · Maximilian Dallinger                    |
| pistolet, 10 m (mikst)            | 11 marca | Serbia · Zorana Arunović · Damir Mikec                                    | Rosja · Witalina Bacaraszkina · Władimir Gonczarow                     | Azerbejdżan · Nigar Nasirowa · Rusłan Luniew                           |

Juniorzy
| Konkurencja                       | Data     | Złoto                                                                | Srebro                                                              | Brąz                                                                  |
| MĘŻCZYŹNI                         |          |                                                                      |                                                                     |                                                                       |
| karabin, 10 m                     | 8 marca  | Andrej Gołowkow                                                      | Lazar Kovačević                                                     | István Péni                                                           |
| karabin, 10 m (druż.)             | 8 marca  | Węgry · István Péni · Peter Vas · Csaba Kovács                       | Chorwacja · Borna Petanjek · Andrija Mikuljan · Miran Maričić       | Rosja · Ilja Marsow · Andrej Gołowkow · Roman Majilkow                |
| pistolet, 10 m                    | 9 marca  | Anton Aristarchow                                                    | Paolo Monna                                                         | Ernests Erbs                                                          |
| pistolet, 10 m (druż.)            | 9 marca  | Rosja · Anton Aristarchow · Aleksander Pietrow · Michaił Isakow      | Niemcy · Robin Walter · Nils Strubel · Aleksandar Todorov           | Ukraina · Pawło Krespostniak · Bohdan Kyryłenko · Oleksandr Samostrol |
| ruchoma tarcza, 10 m              | 8 marca  | Ihor Kizyma                                                          | Maksym Babuszok                                                     | Nicolas Tranchant                                                     |
| ruchoma tarcza, 10 m (druż.)      | 8 marca  | Ukraina · Ihor Kizyma · Maksym Babuszok · Danyło Danilenko           | Rosja · Walerij Dawidow · Jarosław Klepikow · Jegor Spieknow        | Węgry · István Sándor · Richárd Nagy · Aron Macsek                    |
| ruchoma tarcza, 10 m, mix         | 11 marca | Ihor Kizyma                                                          | Maksym Babuszok                                                     | Walerij Dawidow                                                       |
| ruchoma tarcza, 10 m, mix (druż.) | 11 marca | Ukraina · Ihor Kizyma · Maksym Babuszok · Danyło Danilenko           | Rosja · Walerij Dawidow · Jarosław Klepikow · Jegor Spieknow        | Węgry · István Sándor · Aron Macsek · Richárd Nagy                    |
| KOBIETY                           |          |                                                                      |                                                                     |                                                                       |
| karabin, 10 m                     | 9 marca  | Jade Bordet                                                          | Isabelle Johansson                                                  | Anna Janssen                                                          |
| karabin, 10 m (druż.)             | 9 marca  | Niemcy · Anna Janßen · Verena Schmid · Jana Heck                     | Serbia · Tatjana Banjac · Sanja Vukašinović · Marija Malic          | Włochy · Alessandra Luciani · Nicole Gabrielli · Elena Pizzi          |
| pistolet, 10 m                    | 8 marca  | Veronika Major                                                       | Polina Konariewa                                                    | Denisa Bezdecna                                                       |
| pistolet, 10 m (druż.)            | 8 marca  | Francja · Mathilde Lamolle · Camille Jedrzejewski · Kateline Nicolas | Niemcy · Jessica Schrader · Miriam Piechaczek · Lea Kleesattel      | Czechy · Denisa Bezdecná · Anna Dedová · Alzbeta Dedová               |
| ruchoma tarcza, 10 m              | 8 marca  | Veronika Major                                                       | Ksenija Anufriewa                                                   | Anna Kostina                                                          |
| ruchoma tarcza, 10 m (druż.)      | 8 marca  | Rosja · Anna Kostina · Ksenija Anufriewa · Natalia Poczatkowa        | Ukraina · Wiktorija Stecjura · Julija Tymoszko · Darja Rozniatowska | Węgry · Veronika Major · Borbala Csanyi · Lilla Bekevari              |
| ruchoma tarcza, 10 m, mix         | 11 marca | Veronika Major                                                       | Anna Kostina                                                        | Wiktorija Stecjura                                                    |
| ruchoma tarcza, 10 m, mix (druż.) | 11 marca | Rosja · Anna Kostina · Ksenija Anufriewa · Natalia Poczatkowa        | Ukraina · Wiktorija Stecjura · Julija Tymoszko · Darja Rozniatowska | Węgry · Veronika Major · Borbala Csanyi · Lilla Bekevari              |
| KONKURENCJE MIESZANE              |          |                                                                      |                                                                     |                                                                       |
| karabin, 10 m (mikst)             | 9 marca  | Niemcy · Verena Schmid · David Könders                               | Serbia · Sanja Vukašinović · Lazar Kovačević                        | Czechy · Nikola Foistová · Filip Nepejchal                            |
| pistolet, 10 m (mikst)            | 9 marca  | Francja · Mathilde Lamolle · Nicolas Thiel                           | Rosja · Olga Wierietelnikowa · Anton Aristarchow                    | Włochy · Rebecca Lesti · Paolo Monna                                  |

## Klasyfikacja medalowa
| Poz. | Reprezentacja | złoto | srebro | brąz | Razem |
| ---- | ------------- | ----- | ------ | ---- | ----- |
| 1.   | Rosja         | 14    | 10     | 8    | 32    |
| 2.   | Ukraina       | 6     | 10     | 2    | 18    |
| 3.   | Serbia        | 4     | 5      | 1    | 10    |
| 4.   | Węgry         | 4     | 0      | 7    | 11    |
| 5.   | Niemcy        | 3     | 3      | 3    | 9     |
| 6.   | Francja       | 3     | 0      | 2    | 5     |
| 7.   | Chorwacja     | 1     | 2      | 0    | 3     |
| 8.   | Polska        | 1     | 0      | 0    | 1     |
| 9.   | Szwecja       | 0     | 3      | 1    | 4     |
| 10.  | Włochy        | 0     | 1      | 2    | 3     |
| 11.  | Armenia       | 0     | 1      | 0    | 1     |
|      | Dania         | 0     | 1      | 0    | 1     |
| 13.  | Czechy        | 0     | 0      | 4    | 4     |
| 14.  | Finlandia     | 0     | 0      | 2    | 2     |
| 15.  | Azerbejdżan   | 0     | 0      | 1    | 1     |
|      | Łotwa         | 0     | 0      | 1    | 1     |
|      | Hiszpania     | 0     | 0      | 1    | 1     |
|      | Turcja        | 0     | 0      | 1    | 1     |